# Mistrz Kart do Gry

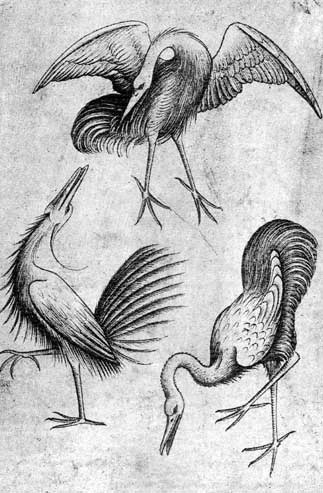
Rycina Trzy Ptaki na jednej z kart do gry

Mistrz Kart do Gry (niem. Meister der Spielkarten) – anonimowy niemiecki drukarz, malarz, złotnik i miedziorytnik, działający w okresie między 1425-1450 w Nadrenii.
Mistrz nazwany został pseudonimem, który odnosi się do jego głównego dzieła, serii kart do gier, którą stworzył miedziorytem. Ocenia się, że karty te powstały przed 1440. Byłyby starszym dziełem miedziorytniczym niż rycina Geißelung Christi (Biczowanie Chrystusa) innego autora, Mistrza E.S., która jest najstarszą grafiką miedziorytniczą ze znaną datą produkcji.
Mistrzowi Kart do Gry przypisuje się około 100 rycin. Był jednym z najbardziej wpływowych z pierwszej generacji miedziorytników z połowy XV w. W jego pracy zauważalny jest po raz pierwszy w historii miedziorytu osobisty styl autorski.